# アミノレブリン酸
5-アミノレブリン酸（5-aminolevulinic acid、5-ALA、5ALA）またはδ-アミノレブリン酸（dALA, δALA）は、ポルフィリン合成経路の最初の生成物である。

## 生物種によって異なる合成経路
ポルフィリン合成経路の出発物質であるアミノレブリン酸の合成経路には2種類があり、生物の系統によってどちらを用いているかは異なる。
Shemin経路
グリシンとスクシニルCoAを縮合させて合成する。αプロテオバクテリアと、真核生物のミトコンドリアで利用されている。
C5経路
tRNAにチャージされているグルタミン酸を還元的に切り離し、アミノ基転移を経て合成する。大部分の原核生物と、真核生物の色素体で利用されている。
2種類の経路を両方もつ生物は稀である。色素体を持つ真核生物はミトコンドリアも持っているが、通常どちらか一方のみが用いられる。例えば緑色植物・紅藻・珪藻では色素体のC5経路のみが利用されShemin経路はそもそも存在しない。両方の経路を利用している生物としてはミドリムシが挙げられる。

## 動物における合成経路
動物においてはグリシンおよびスクシニルCoAからアミノレブリン酸合成酵素（EC 2.3.1.37）の作用で合成される。
5-アミノレブリン酸は、動物においてはポルフォビリノーゲンシンターゼによってポルフォビリノーゲン（EC 4.2.1.24）に代謝され、さらにヒドロキシメチルビラン→ウロポルフィリノーゲンIII→コプロポルフィリノーゲンIII→プロトポルフィリノーゲンIX→プロトポルフィリンIXとなる。プロトポルフィリンは鉄イオンを配位することで、血液中のヘモグロビンや薬物代謝酵素であるP450を構成するヘムとなる。

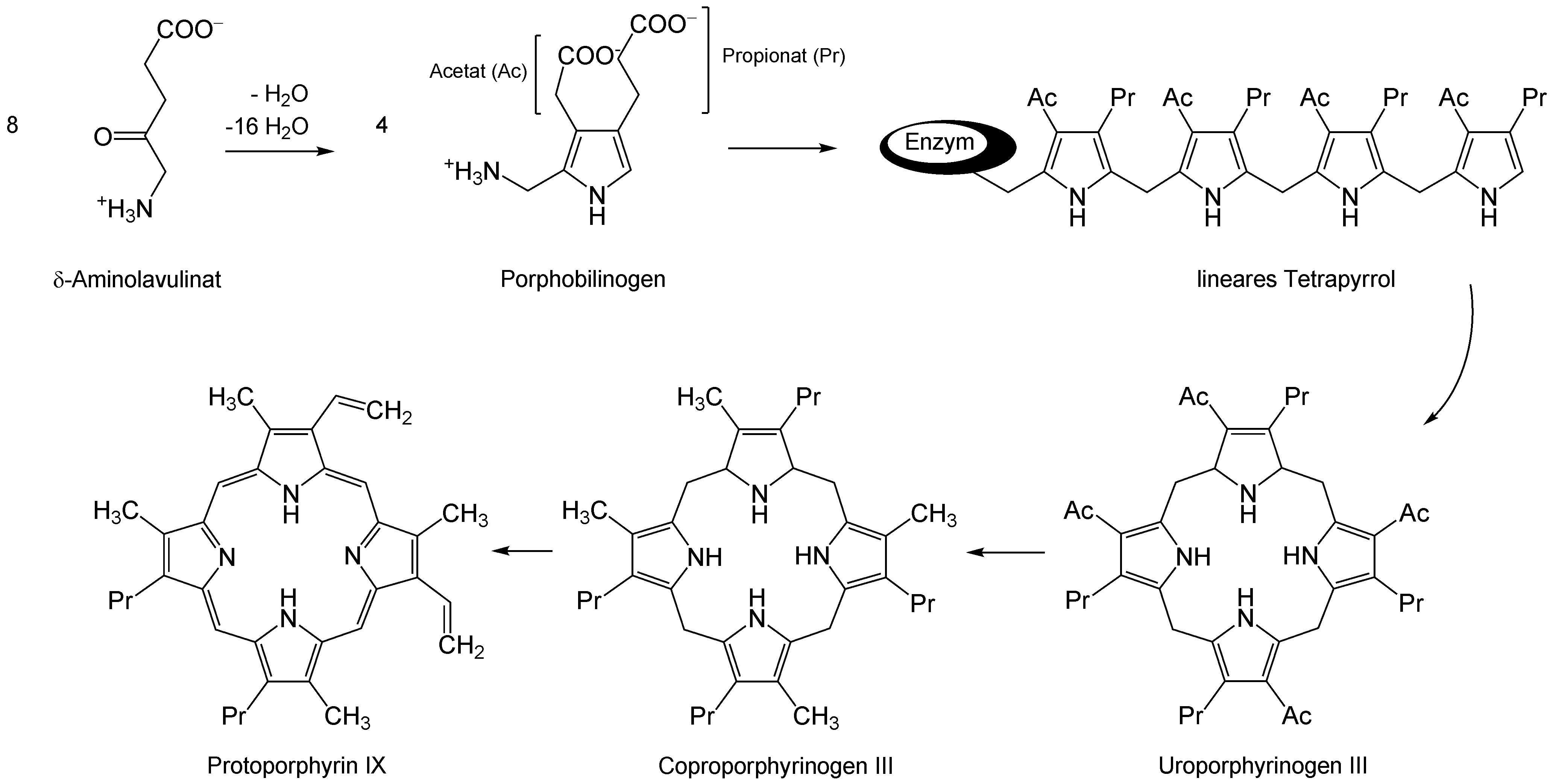
δ-アミノレブリン酸からプロトポルフィリンIXまでの生合成経路

## 合成阻害
無機鉛は、SH基と結合することにより、5-アミノレブリン酸脱水酵素と、ヘム合成酵素を阻害するため、尿中には5-アミノレブリン酸とコプロポルフィリンが排泄される。これらの異常値は症状が無くても認められるため、鉛曝露の指標として有用である。さらに、鉛のヘムの分解の促進と合成の阻害により、ヘムの量は著しく減少し、ヘモグロビンだけでなく、ヘム蛋白質であるP450も減少する。症状としては、貧血と鉛仙痛が挙げられる。

## 効用及び用途

### 身体への効果
5-アミノレブリン酸は、多様な効果を通じて、エネルギー代謝や運動能力、さらには筋肉の老化や健康寿命にも寄与する可能性が期待されている。

#### エネルギー代謝の促進と肥満予防
5-アミノレブリン酸には、エネルギー代謝を亢進させ、脂肪の蓄積を抑制する効果があることが研究で確認されている。動物実験では、5-アミノレブリン酸をマウスに与えることで酸素消費量の増加や体温上昇が観察され、14日後には内臓脂肪の蓄積が有意に抑制された。また、ミトコンドリア機能の向上と脂肪細胞内の脱共役タンパク質（UCPs）の増加も確認されている。このように、5-アミノレブリン酸は代謝を高め、肥満を予防する可能性が示唆されている。

#### 運動機能の向上
5-アミノレブリン酸は運動効率にも影響を与え、高齢女性を対象に行われた研究では、5-アミノレブリン酸と鉄を併用することで運動中の酸素消費量と乳酸濃度が減少し、運動の効率が改善されることが確認された。また、自宅での歩行トレーニングの達成率も大幅に向上した。これにより、5-アミノレブリン酸が運動パフォーマンスを向上させる可能性が示唆されている。

#### サルコペニアと耐糖能の改善
5-アミノレブリン酸の摂取は、サルコペニア（筋肉量の減少）や耐糖能異常の改善にも効果があるとされている。動物実験では、5-アミノレブリン酸を投与されたマウスで筋肉量や持久力が増加し、耐糖能が改善した。さらに、BCAA（分岐鎖アミノ酸）の増加や、ミトコンドリア活性化因子の上昇も確認された。これらの結果から、5-アミノレブリン酸は筋肉の老化を遅らせ、耐糖能を向上させる可能性がある。

#### 健康寿命の延長
5-アミノレブリン酸は加齢による筋力低下や虚弱の予防にも寄与することが示されている。ショウジョウバエを用いた実験では、5-アミノレブリン酸と鉄の併用によって、加齢に伴う運動機能の低下が緩和され、寿命の延長が確認された。また、ミトコンドリア機能の維持も観察された。これにより加齢に伴う筋力低下を予防する可能性が示されている。

#### 肌の保湿とコラーゲン密度の向上
5-アミノレブリン酸は、肌の保湿性とコラーゲン密度の改善に効果的であることが示されている。中年女性を対象に行われた複数の試験において、5-アミノレブリン酸の摂取は肌の乾燥を改善し、コラーゲン密度を増加させることが確認された。また、無作為化二重盲検プラセボ対照試験では、45〜64歳の女性が12週間にわたり5-アミノレブリン酸サプリメントを摂取した結果、頬のコラーゲン密度が有意に増加し、角質層の水分量（SCH）も改善した。特に高容量の5-アミノレブリン酸摂取が効果的であったと報告されている。また、化粧品として5-アミノレブリン酸を使用した場合にも、顔の水分量の増加やシワの減少が確認された。

#### 線維芽細胞の代謝促進
5-アミノレブリン酸は、正常ヒト真皮線維芽細胞（NHDF）の代謝を促進することが明らかにされている。試験では、5-アミノレブリン酸の濃度が2-20μMの時、コラーゲンとヒアルロン酸の産生が促進されたものの、細胞の増殖は観察されなかった。また、ミトコンドリアの活性化には200μM以上の高濃度が必要であった。

#### 肌の弾力性と水分保持力の改善
中高年女性を対象とした無作為化二重盲検試験では、5-アミノレブリン酸の摂取が肌の弾力性に有意な改善効果をもたらすことが報告されている。この試験では、頬の粘弾性パラメータ（R2、R5、R7）の改善が確認され、特にR5とR7の数値が摂取群で有意に改善した。また、掌側前腕の水分量も有意に増加し、5-アミノレブリン酸が肌の保湿と弾力性の両方に対して効果を発揮することが示されている。

#### 発毛効果
5-アミノレブリン酸は、発毛効果に関しても期待されている。研究によると、5-アミノレブリン酸と鉄イオンの組み合わせがマウスにおいて有意な発毛促進効果を示し、その効果は従来の育毛剤である5％ミノキシジルと同等であることが確認された。5-アミノレブリン酸はヘムの生成を促進し、ATPの生成を通じて毛周期の調整に関わると考えられている。また、この効果は皮膚の上皮細胞や線維芽細胞の増殖とは無関係に発揮されることが示唆されている。さらに、5-アミノレブリン酸と鉄の組み合わせによる新たな発毛治療の可能性が指摘されています。

#### 男性不妊への効果
5-アミノレブリン酸と第一酸化鉄の組み合わせによる治療は、男性不妊症の改善にも効果があることが示されている。精子減少症および精子無力症の男性を対象とした試験では、5-アミノレブリン酸と第一酸化鉄を12週間にわたり投与した結果、精液量、総精子数、精液濃度、運動率が大幅に改善した。特に、総精子数や運動精子数は増加し、男性不妊に対する新しい治療法として期待されている。また、別の研究では、加齢男性症候群（LOH）患者に対する5-アミノレブリン酸の摂取が症状の改善に寄与し、身体的・心理的なスコアに対しても有意な効果を示した。

#### 抗炎症効果
5-アミノレブリン酸には抗炎症作用も認められている。リポ多糖（LPS）で刺激したマクロファージにおいて、5-アミノレブリン酸は炎症性メディエーターの発現を抑制し、炎症性サイトカイン（TNF-α、IL-1β、IL-6など）のレベルを低下させることが確認されている。また、マクロファージの貪食能には影響を与えずに抗炎症効果を発揮することが示された。さらに、5-アミノレブリン酸と鉄イオンの組み合わせが、末梢血単核球におけるヘムオキシゲナーゼ-1（HO-1）の発現を誘導し、免疫応答を制御する可能性が示唆されている。この効果は自己免疫疾患や臓器移植後の拒絶反応に対する治療に役立つ可能性があある。

### 医薬
医療分野においては光増感剤として、光線性角化症やニキビの治療薬(光線力学的療法、PDT)に用いられており、近年ではレーザー照射と組み合わせて脳腫瘍の術中診断(光線力学的診断法、PDD)に用いられる。また、皮膚癌等の癌の治療も試みられている。また、2018年には、京都大学の和田敬仁准教授らが、難病の一つATR-X症候群の治療薬としての可能性を示唆する論文を発表している。
- アミノレブリン酸塩酸塩は製品名「アラグリオ[20]」として、青色光線（400～410nm）を用いた光力学診断を併用した経尿道的膀胱腫瘍切除術(TURBT)に用いられる。

2021年2月9日、長崎大学の北潔教授によると、5-アミノレブリン酸を試験管内で一定量以上投与すると、SARS CoV-2の増殖を阻害・抑制することが確認された。2月4日からヒトへの臨床試験も開始されている。

### 糖尿病に対する効用
5-アミノレブリン酸は、クエン酸第一鉄ナトリウム（SFC）と組み合わせることで、糖代謝に好影響を与える可能性が示されている。軽度の高血糖を示す被験者を対象とした2013年の研究では、5-アミノレブリン酸とSFCの高用量を12週間摂取したグループにおいて、空腹時血糖値、血清糖化アルブミン、糖負荷試験の2時間値に改善が見られ、特に糖尿病に近い被験者ではその効果が顕著だった。また、2012年の研究では、境界型糖尿病患者が3か月間5-アミノレブリン酸を摂取した結果、経口ブドウ糖耐性試験で2時間後の血糖値が低下し、耐糖能の向上が認められた。
2型糖尿病患者を対象にした2016年の研究では、既に抗糖尿病薬を使用しているにもかかわらず血糖コントロールが困難な患者に対し、5-アミノレブリン酸とSFCの組み合わせを1日200mgまで使用することで安全性が確認され、副作用の発生率に有意な差はなく、報告された最も頻繁な副作用は胃腸に関するもので、これは糖尿病患者における5-ALAの既知の安全性プロファイルに一致していた。さらに、低血糖のリスクや他の臨床的な問題は認められなかった。また、2014年の研究では、15mgの5-アミノレブリン酸を摂取した群で4週目と8週目にわずかにHbA1cの低下が見られ、50mgの群では顕著な変化はなかったものの、下降傾向が示された。
一方で、ミトコンドリアのATP産生障害によるインスリン分泌障害が特徴の母系遺伝性糖尿病・難聴（MIDD）の患者を対象とした2023年の試験では、5-アミノレブリン酸とSFCの組み合わせによるインスリン分泌の改善は認められなかった。

### コロナウイルス（COVID-19）に対する効用
5-アミノレブリン酸は、新型コロナウイルス（SARS-CoV-2）に対する抗ウイルス効果が報告されている。培養細胞での実験において、5-アミノレブリン酸はウイルス感染を効果的に阻害し、細胞毒性が認められなかったことから、新たな治療法の候補として期待されている。
また、5-アミノレブリン酸とクエン酸第一鉄ナトリウム（SFC）の併用療法は、慢性閉塞性肺疾患（COPD）などを併発した重症COVID-19患者に対し、安全性と有効性が確認されている。この治療法では、RNAウイルスの複製を抑えるヘムオキシゲナーゼ1（HO-1）を誘導し、炎症を軽減することで、患者の回復を促進することが示されている。
さらに、COVID-19の後遺症を持つ患者を対象としたランダム化臨床試験において、5-アミノレブリン酸とクエン酸塩化ナトリウムの併用が症状の改善に有効であることが示された。この試験では、スマートデバイスを使用した生体情報のモニタリングも行われ、5-アミノレブリン酸/SFCの服用により、疲労感や糖コントロールの改善が観察されている。

### 熱帯熱マラリア原虫に対する効用
5-アミノレブリン酸は、マラリアの原因となる熱帯熱マラリア原虫（Plasmodium falciparum）の増殖を抑制する効果が示されている。ある実験では、5-アミノレブリン酸を0.2 mM添加した後に白色光を照射すると、原虫の増殖が完全に抑制された。
また、光を照射しなくても、5-アミノレブリン酸を高濃度（2 mM）で投与することでも同様に増殖が阻害された。しかし、5-アミノレブリン酸による光線力学療法（PDT）をマラリア患者の治療に直接応用するのは臨床的に難しいとされているため、5-アミノレブリン酸とクエン酸第一鉄ナトリウム（SFC）の組み合わせが新たなマラリア治療法として注目されており、マラリアの化学療法において有望なターゲットになる可能性が示されている。

### 中枢神経系に対する効用

#### うつ症状の改善
5-アミノレブリン酸の摂取は、うつ症状の改善に効果があるとされている。特に、5-アミノレブリン酸とSFC（シロキサンフェリックコンプレックス）の併用が、運動強度に伴う身体的負担を軽減し、うつ病患者が運動を続けやすくなる効果が示されている。無作為二重盲検クロスオーバーパイロットスタディによると、5-アミノレブリン酸＋SFCの摂取により運動の実施率が向上し、うつ症状が改善されたことが報告されている。

#### パーキンソン病への効果
パーキンソン病の発症に関与するミトコンドリアの機能低下を改善するため、5-アミノレブリン酸とSFCが注目されている。これらの物質はミトコンドリア内でATPやシトクロムcオキシダーゼ（COX）の産生を促進し、運動症状や非運動症状の改善に寄与する可能性が示唆されている。

#### アルツハイマー病に対する効果
5-アミノレブリン酸は、早期アルツハイマー病（AD）においても効果が期待されている。特に、アルツハイマー病患者で低下するシトクロムcオキシダーゼ（COX）の活性を高めることで、脳のミトコンドリア機能を改善し、神経活動の維持に貢献する。動物実験では、5-アミノレブリン酸投与によってCOX活性が向上し、シナプスの保存やAβレベルの減少が確認された。

#### 自閉症スペクトラム障害（ASD）の改善
自閉症様行動を示すモデル動物において、5-アミノレブリン酸は酸化ストレスの軽減とミトコンドリア機能の改善に効果があることが分かっている。研究では、5-アミノレブリン酸の投与によって社会的行動や記憶機能が改善され、酸化ストレスが減少することが確認された。

#### 睡眠の質向上
5-アミノレブリン酸は、エネルギー代謝を通じて睡眠の質を向上させる可能性が示されている。直接的な研究はまだ少ないものの、5-アミノレブリン酸が概日リズムや内分泌機能に影響を与えることで、自然な睡眠をサポートすることが期待されている。

#### 疲労とネガティブな気分の改善
5-アミノレブリン酸の経口投与により、疲労感や怒り・敵意といったネガティブな感情が改善されることが確認されている。無作為二重盲検プラセボ対照試験では、5-アミノレブリン酸が疲労や感情の乱れを減少させ、日常的に疲労を感じる被験者に対して有効であることが示された。
これらの研究から、5-アミノレブリン酸が中枢神経系に対して幅広い効果を持つことが明らかになっている。

### がんリスク評価
尿中のがん細胞由来代謝物と酸化物質を調べることで、がんのリスク評価を行うものである。注射や痛みを伴わない非侵襲性の評価方法となっている。リスク評価には健康食品区分のALAカプセルを利用する。
米国（シカゴ）にて開催されたASCO 2020、米国癌治療学会議（American Society of Clinical Oncology Annual Meeting）において、ALA-PDSの肺がん患者を対象とした解析研究結果が、帝京大学医学部附属病院、山内良兼医師らにより報告されている。
成果は、5-アミノレブリン酸を用いた簡易的がんリスク評価法の検討試験（倫理審査委員会承認番号：17-138、研究実施責任者：山内良兼医師）として行われた医師主導臨床研究の成果の一部である同報告において、肺がん患者群では健常ボランティア群に比べ、尿中ポルフィリン代謝物が有意に上昇していること、ステージ0又はステージIの早期肺がん患者群においても上昇することが示されたこと、PET-CTが陰性であった肺がん患者群でも上昇が確認されたことから、非侵襲性で簡便なリスク評価指標、あるいは診断補助指標として同手法が優れていることを示すエビデンスとなっている。

### 農業
光増感剤の作用による除草剤として考えられていたが大量に使わないと効果がなく、逆に成長を促進する現象が見られて断念、肥料として使用する研究がされた。低濃度のアミノレブリン酸と微量のミネラルを配合した水溶液を植物に散布すると、葉緑素が増えて成長を促進させることが発見され、これを添加した液体肥料が販売されるなど、農業分野においても応用されている。

#### 耐塩性の向上
5-アミノレブリン酸は、植物に塩害への耐性を付与する効果が確認されている。宇都宮大学の倉持らは、綿の幼苗に5-アミノレブリン酸を投与し、食塩水を加える過酷な条件下での実験を行い、5-アミノレブリン酸が耐塩性を向上させる効果を発見した。5-アミノレブリン酸が生成するヘムやクロロフィルが、この耐塩性に寄与していると考えられている。また、5-アミノレブリン酸で処理された植物はナトリウムの含有量が少なく、光合成による糖分の増加で浸透圧が上昇し、塩の侵入を防ぐ効果も見られている。
乾燥地や半乾燥地など、厳しい環境下での農業では、土壌の塩分集積が問題となる。そこで、5-アミノレブリン酸を使った植物の耐塩性向上技術が注目されている。このような環境下でも農業が可能となるように、5-アミノレブリン酸の強い耐塩性付与効果が研究されており、化学的な方法で植物に塩害耐性を付与する新たな試みとして紹介されている。

#### 作物の増収・品質向上
植物の光合成を促進し、成長を助ける効果があることが確認されている。5-アミノレブリン酸を安定的に効果を発揮させるため、ミネラルを配合した高機能肥料の開発が進められており、これが作物の収量増加や品質向上に寄与している。施設園芸や各種作物に適用され、今後、砂漠化や地球温暖化といった環境問題への貢献も期待されている。
さらに、5-アミノレブリン酸はクロロフィルやヘムなどの前駆体であり、植物の成長に重要な役割を果たしている。1987年から5-アミノレブリン酸の生産技術が研究され、その植物成長促進効果を応用した肥料が2001年に登録・販売された。この肥料は「ペンタキープV」として、施設園芸を中心に利用され、様々な作物で成果を挙げている。

#### アルカリ土壌での効果
アルカリ性の土壌は作物の成長を妨げる要因だが、5-アミノレブリン酸と微量要素を組み合わせることで、この環境でも収量を確保することが可能である。例えば、5-アミノレブリン酸とキレート鉄、ペンタキープVを組み合わせた処理により、コマツナの収量低下を防ぐことができたことが報告されている。これにより、アルカリ土壌における作物の安定生産が期待されている。

#### 殺虫剤としての可能性
5-アミノレブリン酸は殺虫剤としての効果も研究されています。5-アミノレブリン酸を利用した新しい殺虫剤は、昆虫体内でポルフィリンを大量に蓄積させ、その結果、光の有無にかかわらず昆虫を死に至らしめます。特に光線力学的な作用がこの効果に寄与しており、完全に生分解性の殺虫剤として、持続可能な農業への貢献が期待されています。

### 畜産
5-アミノレブリン酸は畜産において、繁殖能力や仔豚の発育に対して有益な効果をもたらす可能性があり、黒毛和種や豚の飼育における新たな飼料添加物として注目されている。

#### 黒毛和種の精子改善効果
黒毛和種の雄牛に対して精子の活力と質を向上させる可能性が示唆されている。ある研究では、5-アミノレブリン酸を100日間連続で雄牛に経口投与したところ、プラセボ群と比較して精子の奇形率が低下し、活発な前進運動を示す精子の割合が増加する傾向が見られた。この結果は、5-アミノレブリン酸が精子の質を改善し、雄牛の繁殖能力に対してプラスの効果をもたらす可能性を示している。

#### 仔豚の腸管と免疫系の発達促進
母豚に対して腸管と免疫系の発達を促進する効果があるとされている。母豚に5-アミノレブリン酸を与えた実験では、仔豚の腸管粘膜における遺伝子発現に顕著な変化が見られた。特にミトコンドリアに関連する遺伝子の発現が増加し、GO解析では90のエンリッチされたGO termが確認された。この結果から、5-アミノレブリン酸が仔豚の腸管発達や免疫系の発達を促し、離乳後の絨毛萎縮の軽減や回復を助ける効果が期待されている。

## 製造法

### 発酵法
協和醗酵工業とコスモ石油において光合成細菌に由来するＤＮＡを導入したコリネバクテリウムによる大量生産法が確立されている。また、コスモ石油はロドバクター属の菌に対して光照射を必要としない条件下での5-アミノレブリン酸の製造にも成功している。
現在はKIYAN PHARMA株式会社が運営する、キヤンファーマ袋井工場が日本で5-ALAを製造している唯一の工場である。

### 化学合成法
一般的なアミノ酸の化学合成法はシアンを用いて窒素を導入し、水素で還元してアミノ基を作成する。東亜産業の販売する5-アミノレブリン酸を含むサプリメントには、これは健康上問題ない量ではあるが、残留したシアン化物が1カプセルあたり0.2ppmと微量に入っているとされる。

## 社会問題
2022年2月18日、消費者庁は表示の根拠がなく景品表示法や健康増進法に違反する恐れがあるとして、健康食品で「コロナ対策、免疫力アップ」と表示された「5―ALA」のサプリメントについて改善を要請した。